# Zomato
Zomato — международный агрегатор ресторанов и сервис по доставке еды, созданный в Индии. Был основан индийскими предпринимателями Депиндером Гоялом и Панкаджем Чаддой в 2008 году. Zomato предоставляет информацию, меню, отзывы пользователей о различных ресторанах, также имеется возможность сделать заказ еды из выбранного ресторана, используя партнерскую доставку. По состоянию на 2021 год агрегатор доступен в 24 государствах мира и в 10000 городах мира.

## История

Страны присутствия Zomato

Zomato был основан как Foodiebay в 2008 году, после чего был переименован в Zomato 18 января 2010 года (официальное название Zomato Media Pvt). В 2011 году Zomato расширился по всей Индии — он стал работать в Дели, Мумбаи, Бангалоре, Ченнаи, Пуне и Калькутте. В 2012 году сервис выходит на международный рынок, началась деятельность в Объединенных Арабских Эмиратах, Шри-Ланке, Катаре, Великобритании, Филиппинах, Южной Африке. В 2013 году Zomato был запущен в Новой Зеландии, Турции, Бразилии и Индонезии, также были открыты локализованные версии веб-сайта и приложения, доступные на турецком, португальском, индонезийском и английском языках. В апреле 2014 года Zomato запустил свой сервис в Португалии, после чего последовал запуск в Канаде, Ливане и Ирландии в 2015 году.
В 2019 году состоялось приобретение сервисом Zomato американского портала Urbanspoon, после которого состоялся заход на американский рынок (а также австралийский).
С введением доменов .xxx в 2011 году Zomato также запустил zomato.xxx — сайт, посвященный фуд-порн. В мае 2012 года он запустил специальную страницу «Citibank Zomato Restaurant Guide» в сотрудничестве с Citibank, которое в скором времени было прекращено.
В сентябре 2017 года представили Zomato заявили, что компания сумела выйти на чистую прибыль во всех 24 странах присутствия, а также представила «модель нулевой комиссии» для ресторанов-партнеров.
В апреле 2020 года из-за роста спроса на онлайн-магазины продуктов питания на фоне пандемии COVID-19 Zomato запустил свои услуги по доставке продуктов под брендом Zomato Market в более чем 80 городах по всей Индии.
В апреле 2020 года Zomato ввел бесконтактную доставку, чтобы обезопасить сотрудников в эпоху пандемии. Благодаря этой инициативе произошла минимизация контактов с клиентами с целью минимизации заражения как персонала Zomato, так и самих клиентов.
В мае 2020 года Zomato уволил 520 сотрудников из-за пандемии COVID-19. Сокращение произошло даже несмотря на явное увеличение спроса на услуги Zomato в период пандемии.

## Инвестиции
В период с 2010 по 2013 год Zomato привлек примерно 16,7 млн. долларов США от Info Edge India. В ноябре 2013 года он привлек дополнительные 37 миллионов долларов США от Sequoia Capital и Info Edge India.
В ноябре 2014 года Zomato завершил еще один раунд финансирования, в результате которого привлек 60 миллионов долларов США. Этот раунд финансирования проводился при участии Edge India и Vy Capital.
В апреле 2015 года Info Edge India, VY Capital и Sequoia Capital инвестировали дополнительные 50 миллионов долларов США. За этим последовало еще 60 миллионов долларов США.
В октябре 2018 года Zomato привлек 210 миллионов долларов США от Alibaba. Также сервис привлек дополнительно 150 миллионов долларов и от Ant Financial.
В сентябре 2020 года Zomato привлек 62 миллиона долларов от Temasek.
В октябре 2020 года Zomato привлек 52 миллиона долларов от американской инвестиционной компании Kora.
В феврале 2021 года Zomato привлек 250 миллионов долларов США от пяти инвесторов.